# Partícula β

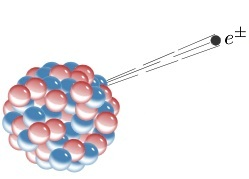
Desintegració β

Una partícula β és un electró o un positró que s'emet en un succés radioactiu a gran velocitat.
Hi ha dos tipus de desintegracions radioactives que emeten partícules β:
1. Desintegració β–, a vegades anomenada desintegració neutrònica: un neutró es transforma en un protó, un electró i un antineutrí electrònic segons l'equació: {\displaystyle \mathrm {n} \rightarrow \mathrm {p} +\mathrm {e} ^{-}+{\bar {\nu }}_{e}}. El nucli atòmic pare X es transforma en un nucli atòmic fill Y del mateix nombre màssic A (nuclis isòbars) i un nombre atòmic Z una unitat superior (Z + 1). Per exemple: {\displaystyle \mathrm {{}^{1}{}_{55}^{37}Cs} \rightarrow \mathrm {{}^{1}{}_{56}^{37}Ba} +\mathrm {e} ^{-}+{\bar {\nu }}_{e}}
2. Desintegració β+: un protó es transforma en un neutró, un positró i un neutrí electrònic segons l'equació: {\displaystyle \mathrm {p} \rightarrow \mathrm {n} +\mathrm {e} ^{+}+{\nu }_{e}}. El nucli atòmic pare X es transforma en un nucli atòmic fill Y del mateix nombre màssic A (nuclis isòbars) i un nombre atòmic Z una unitat inferior (Z – 1). Per exemple: {\displaystyle \mathrm {~_{11}^{22}Na} \rightarrow \mathrm {~_{10}^{22}Ne} +\mathrm {e} ^{+}+{\nu }_{e}}. El positró generat en aquesta reacció viatjarà a través del nigul d'electrons que envolta el nucli atòmic i es combinarà amb un d'aquests electrons provocant la seva anihilació mútua i la producció de dos fotons, cadascun d'energia de mec² = 511 keV, emesos en direccions oposades per conservar el moment lineal (radiació d'anihilació).[1]

Desintegració β–.
Desintegració β+.

## Història

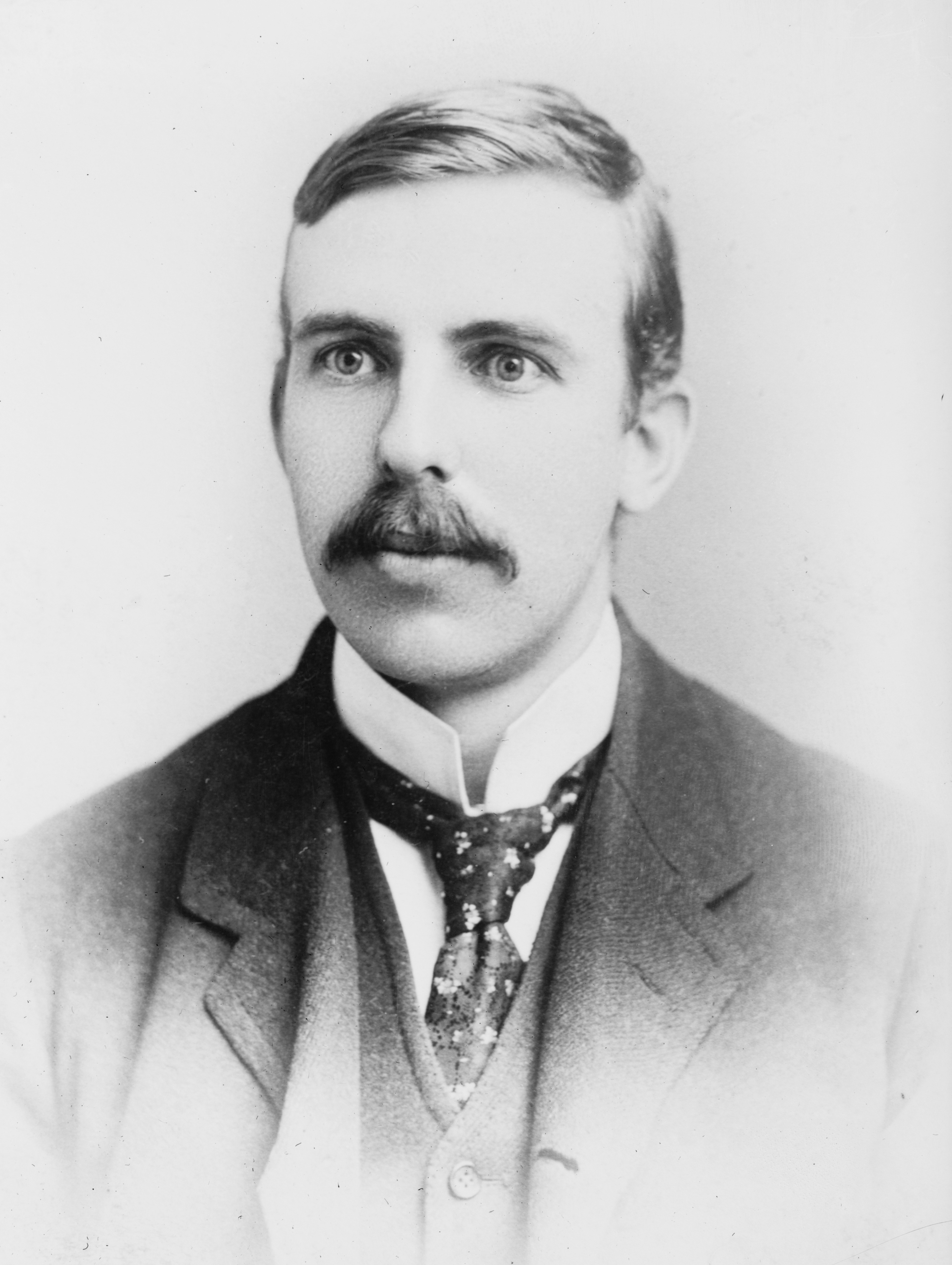
Ernest Rutherford (1871-1937) el 1908.

El 1898 el científic britànic Ernest Rutherford (1871-1937), quan treballava a Universitat McGill de Mont-real (Quebec), utilitzà un electròmetre per mesurar un corrent elèctric creat per la radiació que Antoine Henri Becquerel (1852–1908) havia descobert feia dos anys a una sal d'urani. Estengué una capa uniforme d'una sal d’urani i urani metàl·lic damunt una placa A de zinc, i els raigs emesos ionitzaven el gas entre aquesta placa A i una altra B. La quantitat d’ionització la mesurava pel “corrent de saturació” rebut a B quan la diferència de potencial entre A i B és prou gran per treure tots els ions a les plaques abans que poguessin recombinar-se. Després, Rutherford procedí a cobrir l’urani amb làmines d’alumini de diversos gruixos i a mesurar el corrent mitjançant l'electròmetre. Becquerel ja havia conclòs, el 30 de març de 1896, que la radiació d'urani consistia en raigs absorbits de manera desigual, és a dir, que la radiació d'urani estava formada per dues o més parts diferenciades. Però amb la seva tècnica de plaques fotogràfiques, no pogué anar més lluny. Rutherford trobà que hi havia almenys dos "raigs" diferents emesos per l'urani i els anomenà α i β.
L'any 1934 Frédéric Joliot (1900–1958) i Irène Curie (1897–1956) bombardejaren alumini amb partícules alfa aconseguint sintetitzar l'isòtop fòsfor 30 {\displaystyle (\mathrm {~_{13}^{27}Na} +\mathrm {~_{2}^{4}He} \rightarrow \mathrm {~_{15}^{30}P} +\mathrm {~_{0}^{1}n} )} que és inestable, i es desintegra per emissió de positrons en silici 30, estable. Fou el descobriment de l'emissió β+, que no es produeix en els radionúclids naturals.

## Radioactivitat β
La radioactivitat β és un tipus de radioactivitat que emeten certs elements químics (o certs isòtops d'alguns d'aquests) inestables per mitjà d'una desintegració β. Aquesta no és monoenergètica, sinó que té un rang d'energia continu des de zero fins a un valor màxim. La radioactivitat β està carregada negativament, cosa que fa que es pugui separar de la resta de radioactivitat amb un camp magnètic. Existeixen aparells de detecció i control de les radiacions específics que mesuren la radioactivitat β.

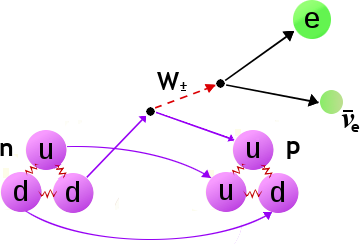
Esquema d'una desintegració β^{–}. Un quark d d'un neutró (udd) emet un bosó W^{±} i es transforma en un quark u i el neutró en un protó (uud). El bosó W^{±} es transforma en una parella electró-antineutrí electrònic.

La desintegració β es pot explicar per l'acció de la interacció feble, una de les quatre forces fonamentals. La interacció feble implica l'intercanvi dels bosons vectorials intermediaris, el W± i el Z0. Ja que la massa d'aquestes partícules és de l'ordre de 80 GeV, el principi d'incertesa de Heisenberg dicta un rang d'uns 10–18 metres, que és aproximadament el 0,1 % del diàmetre d'un protó.

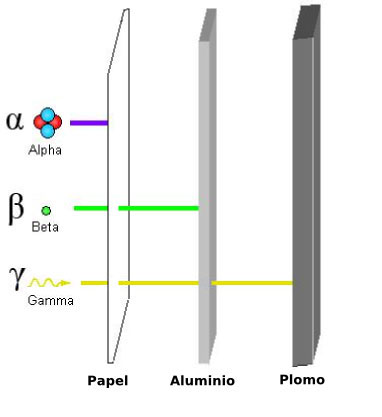
Esquema que compara la penetració de les radioactivitats α, β i γ.

La interacció feble canvia el sabor d'un quark en un altre. En la desintegració β– un quark d dels tres quarks que constitueixen un neutró (dos d i un u) es transforma en un quark u, de manera que es forma un protó (dos quark u i un de d), alhora que s'emet un bosó W±, que es transforma en una parella electró–antineutrí electrònic. En la desintegració β+ un quark u dels tres quarks que constitueixen un protó (dos u i un d) es transforma en un quark d, de manera que es forma un neutró (dos quark d i un de u), alhora que s'emet un bosó W±, que es transforma en una parella positró–neutrí electrònic, que surten a gran velocitat del nucli en sentits oposats.
Les partícules β poden desplaçar-se uns quants metres a l'aire o uns quants centímetres a l'aigua, i han de ser aturada almenys amb una placa d'alumini. A la pell i teixits humans hi poden penetrar una distància de l'ordre d'un a uns quants mil·límetres. Tenen un abast molt superior a la de la radioactivitat α i molt inferior a la de la radioactivitat γ.

## Detecció de partícules β
Per detectar les partícules β es poden fer servir els comptadors Geiger-Mueller amb una finestra prima (de densitat superficial entre 1 i 40 mg/cm²). També es poden emprar els comptadors de centelleig (d'antracè o plàstic) que són molt sensibles a les partícules β i relativament insensibles als fotons. Els comptadors β portàtils no es poden utilitzar en general per vigilar la contaminació per triti (³H), perquè l'energia de les partícules β del triti és molt baixa.
Tots els instruments emprats per detectar la contaminació β responen també a la radiació de fons, cosa que cal tenir en compte en interpretar les lectures de l'instrument. Quan hi ha una radiació de fons d'alt nivell, els comptadors portàtils tenen un valor limitat, ja que no indiquen augments petits de taxes de recompte inicials elevades. En aquestes condicions, es recomanen assaigs d'escombrat o impregnació.

## Protecció contra partícules β
Quan es dissenya un blindatge per a un emissor β d'alta energia cal tenir en compte dos factors: les mateixes partícules β i la radiació de frenada produïda per les partícules β absorbides per la font i el blindatge. La radiació de frenada consta de fotons de raigs X produïts quan partícules carregades a gran velocitat experimenten una desacceleració ràpida. Per tant, un blindatge β es compon sovint d'una substància de nombre atòmic baix (per reduir al mínim la producció de la radiació de frenada) que tingui el gruix suficient per aturar totes les partícules β, seguida d'un material de nombre atòmic alt, que tingui el gruix suficient per atenuar la radiació de frenada fins a un nivell acceptable. Si s'inverteix l'ordre dels blindatges augmenta la producció de radiació de frenada al primer blindatge fins a un nivell tan elevat que el segon blindatge pot no proporcionar la protecció adequada.

## Aplicacions

### Medicina

Tomografia per emissió de positrons emprant el radionúclid fluor 18. A més de l'acumulació normal del traçador al cor, la bufeta, els ronyons i el cervell, les metàstasis hepàtiques d'un tumor colorectal són clarament visibles a la regió abdominal de la imatge.

Els radioisòtops que es desintegren per emissió β s'utilitzen àmpliament en ciència i medicina, especialment en el camp de l'oncologia. La tomografia per emissió de positrons o PET, explota el mecanisme bàsic de la desintegració β+, això és, l'emissió de positrons, i és cada cop més important en el diagnòstic del càncer, l'avaluació de seguiment i la planificació de la radioteràpia. Els radiofàrmacs que emeten partícules β estan trobant aplicacions més àmplies en el tractament del càncer, com ara la radioimmunoteràpia i la teràpia radiofarmacèutica de recerca d'os. Els radioisòtops que emeten partícules β també s'han utilitzat àmpliament en la braquiteràpia vascular i altres aplicacions de braquiteràpia. Molts radioisòtops que pateixen desintegració β generen nuclis fills excitats, que produeixen raigs gamma útils tant per a la braquiteràpia com per a la teleteràpia. Alguns del radioisòtops emissors β emprats són iode 131, itri 90, samari 153, estronci 89 i fòsfor 32, entre d'altres.

### Indústria
Els raigs β tenen una sèrie d'usos importants en els processos industrials. Com que poden passar per alguns materials, s'utilitzen per mesurar el gruix de pel·lícules de material que surt de les línies de producció, com ara paper i film plàstic. Un procés similar verifica la integritat de les costures cosides en tèxtils. En una altra aplicació, el gruix de diversos recobriments, com ara pintures, es pot deduir de la quantitat de partícules β escampades des d'aquesta superfície.

### Traçadors
Els radioisòtops s'utilitzen habitualment com a traçadors en la investigació química i biològica. Sintetitzant molècules que contenen un àtom radioactiu, es pot seguir el camí i el destí d'aquest tipus de molècula en una reacció o procés metabòlic concret mitjançant el seguiment del senyal radioactiu de l'isòtop. Un radioisòtop utilitzat per a aquest procés és el carboni 14 que es pot inserir en molècules orgàniques o biològiques i seguit del seu senyal de radiació beta.
El carboni 14 és produït principalment pel bombardeig del nitrogen atmosfèric amb raigs còsmics (és a dir, és un radionúclid cosmogènic). El ¹⁴CO₂ resultant impregna l'atmosfera i la biosfera. La relació ¹⁴C/12C en qualsevol organisme viu reflecteix la relació atmosfèrica en aquell moment i comença a disminuir tan bon punt l'organisme mor i ja no incorpora més ¹⁴C. La datació precisa per radiocarboni està limitada a uns 50 000 anys a causa de la seva semivida de 5 730 anys.

## Efectes sobre la salut

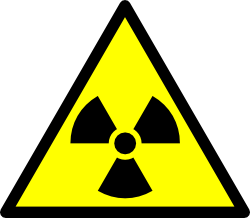
Símbol de perill radioactiu.

Les partícules β són molt més lleugeres i molt més penetrants que les partícules α. El seu poder de penetració depèn de la seva energia. Alguns, com les emeses pel triti, tenen molt poca energia i no poden passar per la capa exterior de pell morta. Tanmateix la majoria tenen prou energia per passar a través de la capa exterior morta de la pell d'una persona i irradiar el teixit viu que hi ha a sota. També és possible una exposició interna, des de dins del cos, si el radionúclid emissor de radiació β s'introdueix al cos. Una partícula β perd la seva energia excitant i ionitzant àtoms al llarg del seu camí. Quan s'esgota tota la seva energia cinètica, una partícula β– (un electró) es converteix en un electró normal i no té més efecte sobre el cos. Una partícula β+ (positró) xoca amb un electró negatiu proper, i aquest parell d'electró-positró (partícula-antipartícula) es converteix en un parell de raigs γ anomenats radiació d'aniquilació, que poden interactuar amb altres molècules del cos.

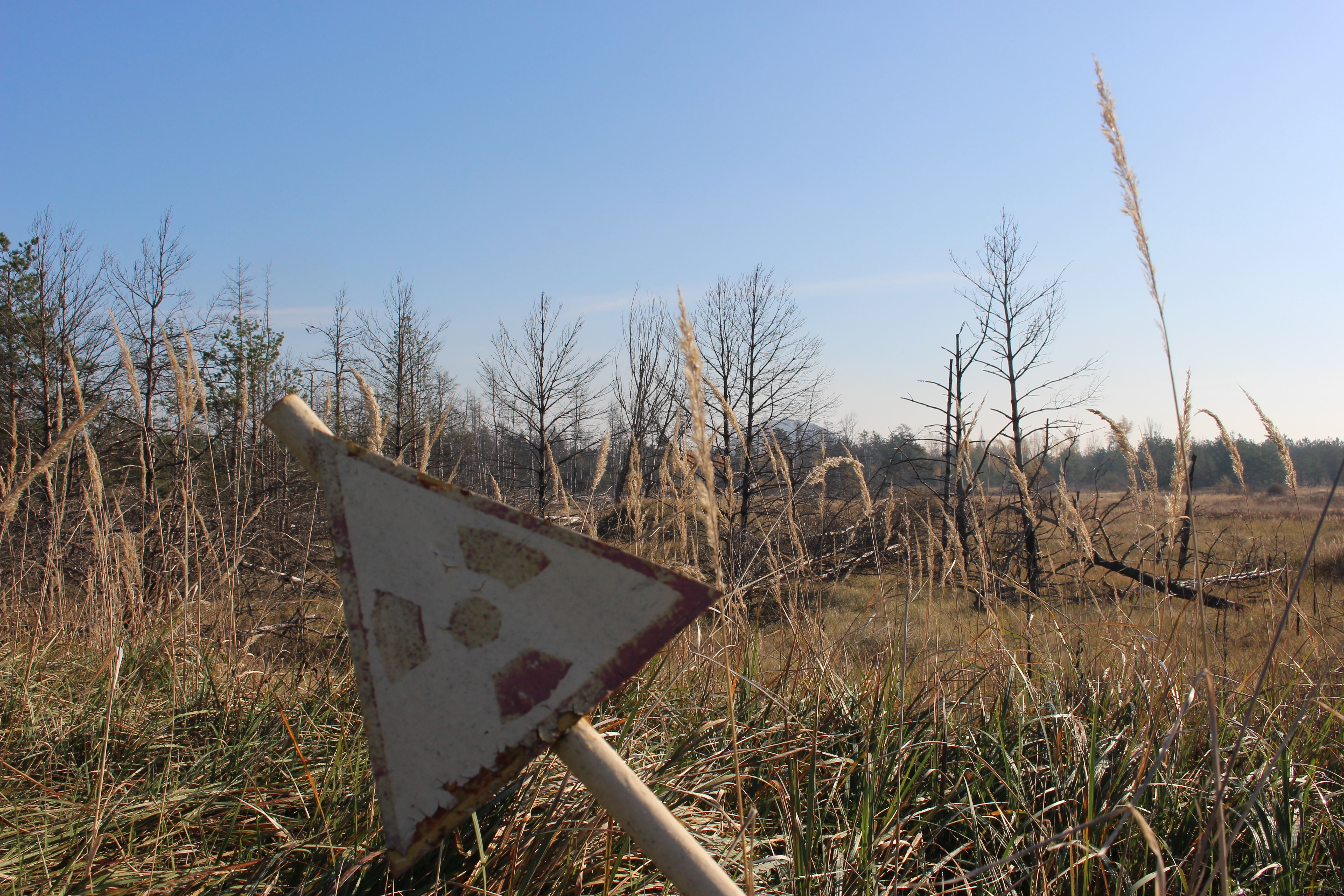
Zona d'exclusió al voltant de la central nuclear de Txernòbil després de l'accident de 1986.

Per altra banda després de l'emissió β es forma un nucli en estat excitat que passa al seu estat fonamental amb emissió d'un fotó de radiació γ d'alta energia. D'aquesta manera, no és possible separar els efectes de la radiació β i la radiació γ. també s'ha de considerar que el nucli format, en l'estat fonamental, sovint encara no és estable i segueix desintegrant-se per emissió de radiació α o β, acompanyada de la radiació γ.

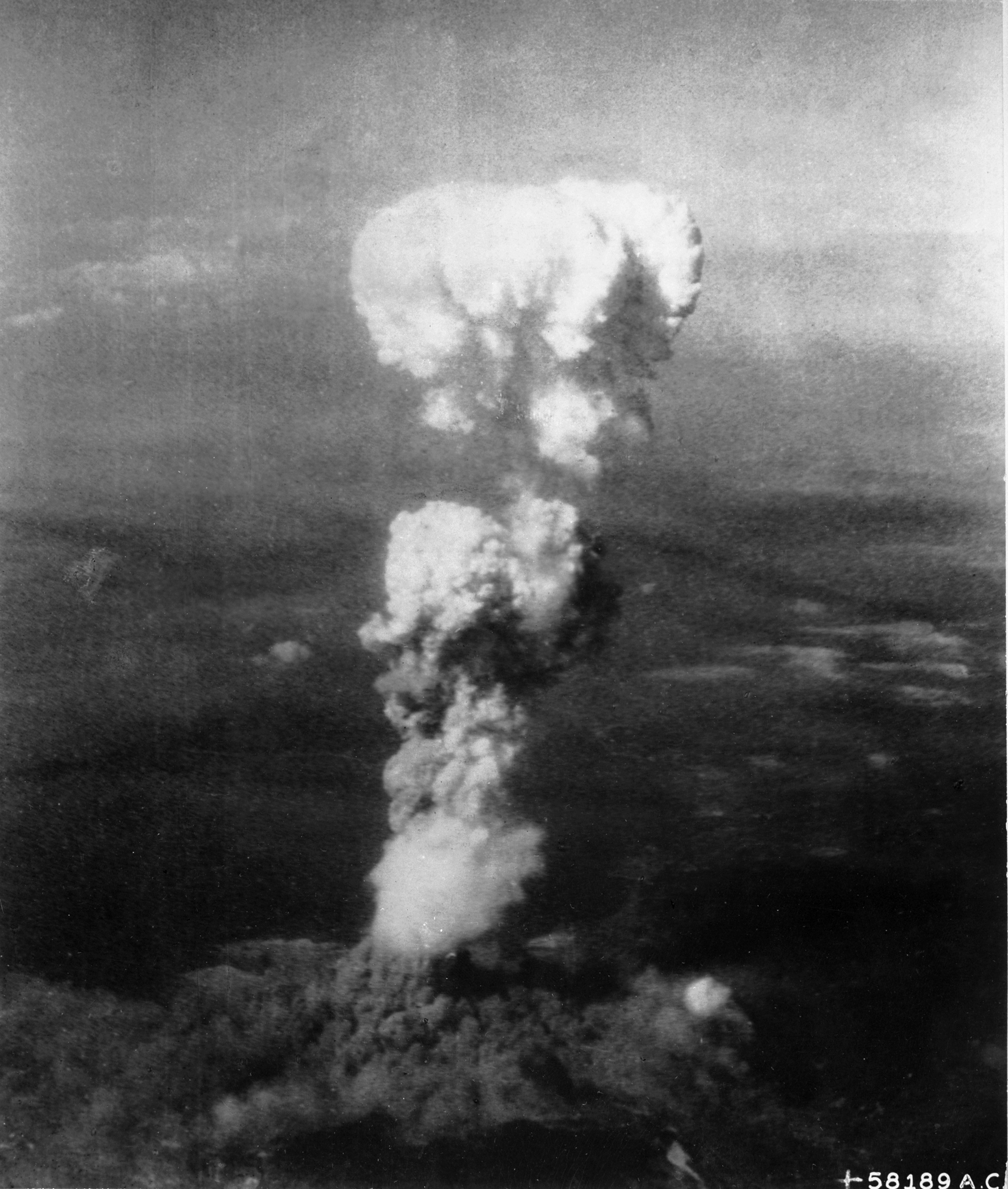
Explosió de la primera bomba atòmica sobre Hiroshima, Japó, el 1945.

L'exposició a quantitats altes de radiació ionitzant (α, β i γ) pot produir efectes com ara cremades de la pell, caiguda dels cabells, defectes de naixement, càncer, retard mental i la mort. La dosi determina si un efecte es manifesta i amb quina severitat. La manifestació d'efectes com cremades de la pell, caiguda dels cabells, esterilitat, nàusea i cataractes requereix que s'exposi a una dosi mínima (la dosi llindar). Si augmenta la dosi per sobre de la dosi llindar, l'efecte és més greu. En grups de persones exposades a dosis baixes de radiació als accidents de Three Mile Island (1979) i de Txernòbil (1986) s'ha observat un augment de la pressió psicològica. També s'ha documentat alteració de les facultats mentals (síndrome del sistema nerviós central) en persones exposades a milers de ràdios de radiació ionitzant.
Es diu que la radiació ionitzant és carcinogènica perquè pot augmentar la probabilitat que desenvolupi càncer. Com més alta sigui la dosi, més alta és la probabilitat de desenvolupar càncer. Els científics basen les normes d'exposició a radiació en la suposició que qualsevol dosi de radiació, no importa com de petita, té una certa probabilitat de produir càncer. Això es coneix com una relació de dosi a resposta amb «llindar zero.» Els tipus de càncer produïts per la radiació són indistingibles d'aquells produïts per altres causes, de manera que mai no es pot eliminar la radiació com a causa d'un càncer específic. Per determinar quina probabilitat té una dosi de radiació de produir càncer, els científics mesuren la dosi de radiació a què s'ha exposat un grup de gent, per exemple els supervivents de les bombes atòmiques al Japó llançades el 1945. Després comparen la taxa de càncer (el període d'observació per al càncer s'estén sobre dècades) al grup exposat a la d'un grup similar de gent no exposada. També consideren factors com l'edat, el sexe i el temps transcorregut des que l'exposició va acabar. Finalment, calculen els factors de risc per als diversos tipus de càncer. L'ús d'aquests factors fa possible estimar la probabilitat que una dosi de radiació produeixi càncer. Encara que se suposa un llindar de zero, els investigadors no han observat una taxa elevada de càncer al grup de japonesos exposats a una dosi de radiació menor de (0,2 Gy o 0,2 J/kg). En persones exposades a dosis de radiació més baixes que 0,1 a 0,4 Gy no s'han observat augments de la taxa de cap tipus de leucèmia.